# Colletes nanellus
Colletes nanellus là một loài Hymenoptera trong họ Colletidae. Loài này được Cockerell mô tả khoa học năm 1944.